# Historia Nauru
Historia Nauru obejmuje dzieje wyspy o tej nazwie, przy czym w sposób udokumentowany obejmuje okres od 1798 roku do czasów współczesnych.

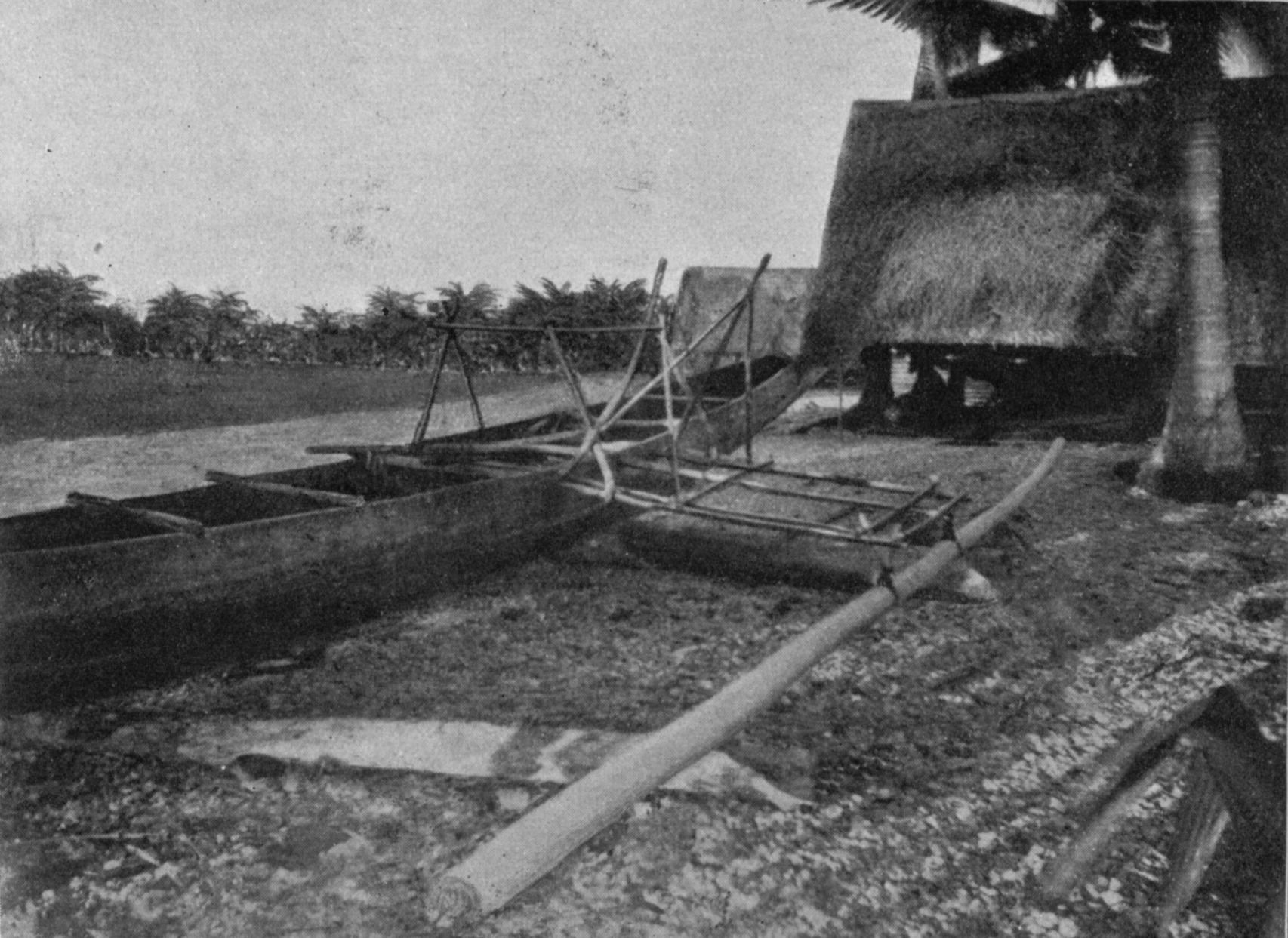
Tradycyjny dom i czółno rdzennych mieszkańców wyspy (1896)

O historii przedkolonialnej Nauru wiadomo niewiele z powodu braku jakichkolwiek źródeł pisanych (przed przyjazdem misjonarzy na wyspie nie używano pisma). W czasach, gdy wyspa była kolonią, odkryto bogate złoża fosforytów, które następnie eksploatowano.
Pierwszym Europejczykiem, który dopłynął do wyspy, był brytyjski kapitan John Fearn, który odkrył ją 8 listopada 1798 roku. Następnie była ona terytorium zależnym innych państw: od 1888 roku Cesarstwa Niemieckiego, od 1914 Australii, w latach 1942–1945 Japonii, a następnie znowu Australii. W 1968 roku wyspa ogłosiła niepodległość, w 1999 roku stała się pełnoprawnym członkiem Organizacji Narodów Zjednoczonych.
Począwszy od 1906 roku eksploatuje i eksportuje się (z przerwami) największe bogactwo naturalne Nauru – fosforyty. Stały się one głównym źródłem dochodów dla mieszkańców, przez kilka lat przyczyniając się do uzyskania drugiego, po Arabii Saudyjskiej najwyższego PKB per capita. Jednak stopniowe wyczerpywanie się złóż i nieprzemyślana polityka gospodarcza kraju doprowadziły do kryzysu gospodarczego panującego od początku lat 90. XX wieku i niestabilności rządów. Starając się poszerzyć źródła dochodów wyspy, Republika Nauru stała się rajem podatkowym. Została wprowadzona również sprzedaż nauruańskich paszportów. W 2004 roku, wraz z pojawieniem się nowego rządu, zaczęto wdrażać reformy mające na celu wydobyć kraj z kryzysu gospodarczego.

## Pierwsi osadnicy

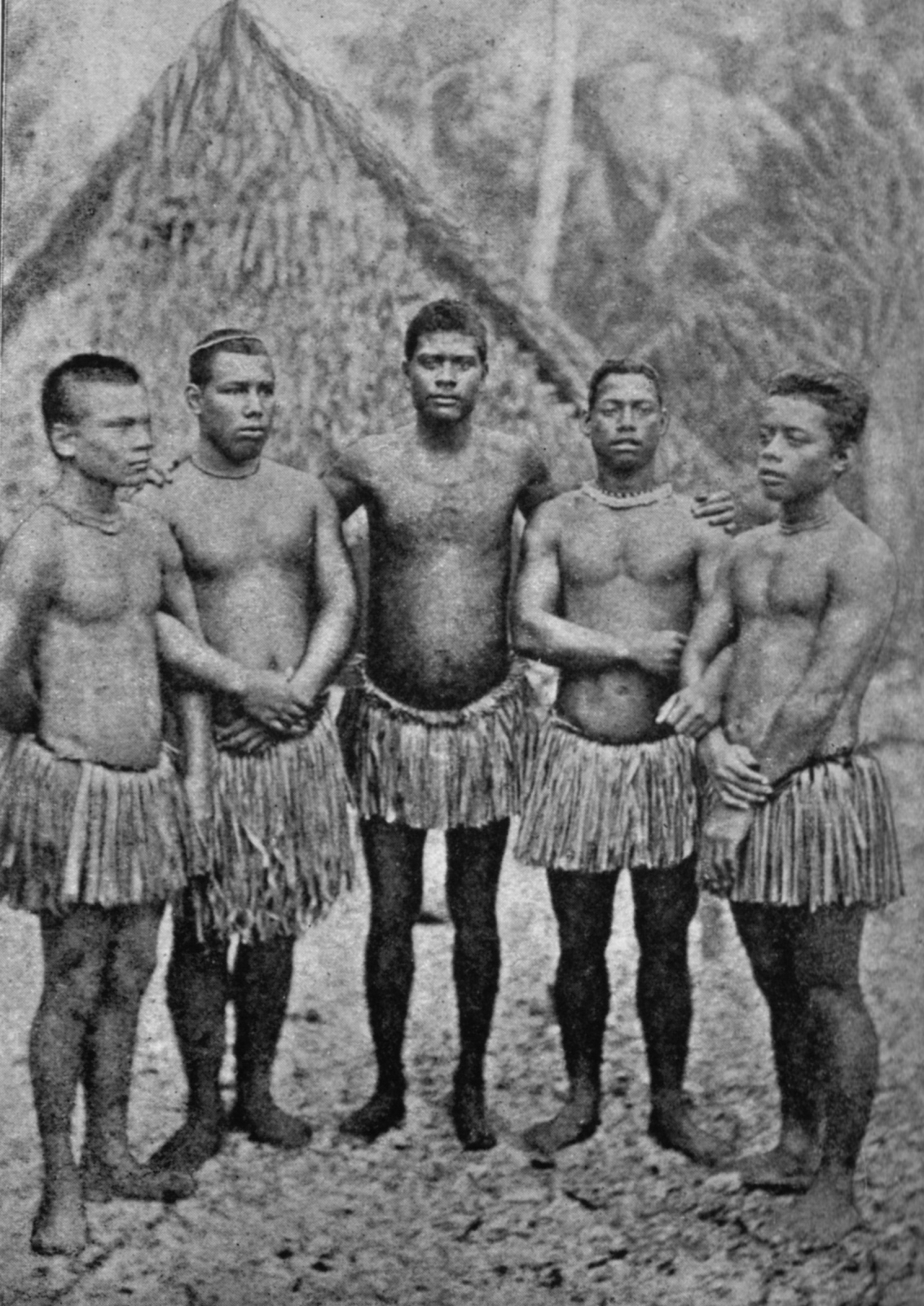
Młodzi Nauruańczycy (1914)

O pierwszych mieszkańcach wyspy wiadomo niewiele, przede wszystkim z powodu nielicznych znalezisk archeologicznych. Istnieje kilka hipotez dotyczących pierwszych osadników. Według jednej z nich wyspa została zasiedlona przez przybyszy z Filipin i z Moluków Północnych. Według innej hipotezy pierwszymi osadnikami byli Mikronezyjczycy i Polinezyjczycy.
We wczesnym okresie dziejów wyspa Nauru była zamieszkana przez 12 plemion, zamieszkujących 168 wsi. Były to: Deiboe, Eamwidamit, Eamwidara, Eamwit, Eamgum, Eano, Emeo, Eoraru, Irutsi, Irua, Iwi i Ranibok.
Pamięć o owych dwunastu plemionach została uwieczniona na fladze Nauru w formie 12-ramiennej gwiazdy. Plemię Iruva składało się z przybyszy z Wysp Gilberta i Banaby, którzy osiedlili się na Nauru w XIX wieku. Każde plemię miało swojego wodza. Wraz z plemieniem Irutsów zostali oni wymordowani podczas okupacji japońskiej w czasie II wojny światowej.
Społeczeństwo plemion dzieliło się na trzy klasy:
- Temonibe – starszy członek plemienia
- Amenangame – młodszy członek plemienia
- Itsio – niewolnik[13][14].

Według Leksykonu kolonii niemieckich (Deutsches Kolonial Lexikon) społeczeństwo wyspy składało się z sześciu klas społecznych: Temonibä, Emo, Amänengamä, Engamä, Idzio i Itiora.
O przynależności do określonej klasy społecznej decydowała przynależność klasowa matki. Tubylcy żyli w małych osadach liczących po kilka budynków w kilku okręgach (niem. Gau).
Głównym zajęciem pierwszych osadników było rolnictwo (uprawiano banany, palmy kokosowe, pandany), zajmowano się też rybołówstwem.

## Pierwsze kontakty z Europejczykami
W 1798 roku brytyjski kapitan statku wielorybniczego John Fearn stał się pierwszym Europejczykiem, który dopłynął do Nauru. Będąc pod wrażeniem życzliwości wyspiarzy, nazwał ją Przyjemną Wyspą (ang. Pleasant Island).
Pierwszymi Europejczykami, którzy osiedlili się na Nauru, byli irlandzcy dezerterzy, deportowani z Wielkiej Brytanii na Norfolk. Patrick Burke i John Jones przypłynęli na Nauru w 1830. W 1837 mieszkało tu już 8 przestępców. John Jones został natomiast dyktatorem wyspy, który życzliwie odnosił się do swoich zwolenników i surowo karał swoich wrogów. Później, gdy cierpliwość mieszkańców wyczerpała się, został wygnany na wyspę Banaba, leżącą około 300 kilometrów na wschód od Nauru. Wszelkie próby jego powrotu na wyspę zakończyły się niepowodzeniem.
W 1845 roku na Nauru żyło dwóch Europejczyków. Od 1852 roku wielu mieszkańców wyspy zaczęło się zajmować piractwem, w związku z tym większość statków nie chciała przepływać w pobliżu Nauru.
Życie Nauruańczyków, podobnie jak innych ludów Oceanii, drastycznie się zmieniło od czasów przybycia Europejczyków. Pojawiło się wiele towarów, które wcześniej nie były znane, np. broń palna, alkohol, tytoń. Zaczęły się rozprzestrzeniać niewystępujące przedtem choroby weneryczne, a także choroby zakaźne, takie jak: grypa, czerwonka, gruźlica, trąd. Wzrosła również rola pieniądza. Wyspiarze zaczęli handlować koprą oraz kokosem.

## Wojny plemienne

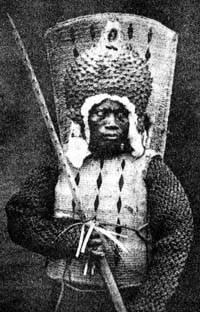
Nauruański wojownik (1880)

Wraz z pojawieniem się na wyspie broni palnej, wszelkie spory między plemionami zaczęły być rozstrzygane za jej pomocą. Rozpętała się również wojna domowa.
Wojna zaczęła się w 1878 roku, gdy jeden z ważnych wodzów został przypadkowo postrzelony podczas ślubu. Wypadek doprowadził do eskalacji konfliktu, wiele rodzin chciało zemścić się na swoich wrogach. Sporu nie dało się załagodzić i wybuchła wojna, podczas której nieduże grupy uzbrojonych Nauruańczyków wdzierały się na terytoria innych grup, zabijając ich mieszkańców, w tym kobiety i dzieci.
21 września 1881 roku w celu rozwiązania konfliktu do wyspy przybił brytyjski statek, któremu jednak nie udało się doprowadzić do zakończenia walk. Według relacji Williama Harrisa, podczas wojny wielu wojowników walczyło w stanie nietrzeźwym; król Aweida modlił się o misjonarzy.
Sześć lat później wyspę odwiedził brytyjski kapitan z Auckland, Frederick Moss, aby załadować koprę na szkuner „Buster”. Opowiadał później o życzliwości miejscowej ludności, mimo że większość mężczyzn nosiła broń.
Wojna powodowała rosnące zmęczenie mieszkańców i negatywnie wpływała na handel. Jedynym sposobem rozwiązania tego konfliktu, według mieszkańców i Williama Harrisa, mogło być tylko całkowite rozbrojenie i chrystianizacja. Wojna domowa ustała dopiero po aneksji Nauru przez Cesarstwo Niemieckie w 1888 roku. William Harris pomagał wówczas władzom niemieckim w informowaniu wyspiarzy o sposobie funkcjonowania kraju; pomagał również rozbroić ludność.

## Epoka kolonii

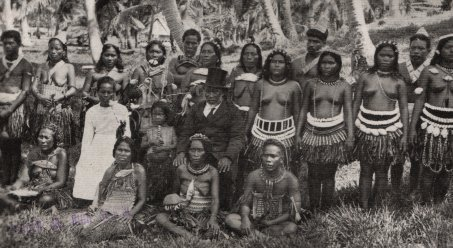
Eigamoiya, żona króla Aweidy

Pod koniec XIX wieku nastąpił podział na strefy wpływów zachodniej i centralnej części Oceanu Spokojnego przez Niemcy oraz imperium brytyjskie. Zgodnie z porozumieniem zawartym między tymi krajami, Nauru stało się posiadłością niemiecką.

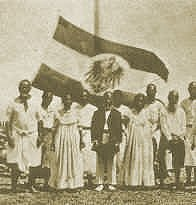
Aneksja Nauru przez Cesarstwo Niemieckie (1888)

W momencie aneksji 16 kwietnia 1888 roku liczba mieszkańców Nauru wynosiła 1300 osób. Ustanowienie niemieckiego protektoratu zakończyło 10-letnią wojnę domową. Pierwsi Niemcy (w liczbie 34 osób) osiedlili się na wyspie 1 października 1888 roku przypływając niemieckim okrętem SMS „Eber”. Grupa osadników łącznie obejmowała więc 87 osób, w tym misjonarzy z Wysp Gilberta. Następnie na wyspie mianowano komendanta policji, który był przedstawicielem Cesarza Niemieckiego. Po ustanowieniu protektoratu zagrożono egzekucjami wodzów, jeśli tubylcy oraz misjonarze nie oddadzą broni. Marines przetrzymywali wodzów w aresztach domowych do następnego dnia, gdy została podniesiona niemiecka flaga na wyspie. Żądanie Niemców zostało spełnione – 3 października 1888 roku 765 sztuk broni zostało i ponad 1000 sztuk amunicji zostało przejętych od tubylców kończąc wojnę, która pochłonęła jedną trzecią populacji Nauru. Nowe władze zatwierdziły tymczasowego komisarza (niem. Bezirksamtmann) Roberta Rascha który sprawował władzę od 2 października 1888 roku. Dotychczasowy król Aweida z okręgu Boe (jego małżonką była Eigamoiya) musiał zrzec się tronu, zostając honorowym wodzem Nauru – kolonii niemieckiej. Tego samego dnia SMS „Eber” odpłynął od wyspy. Pierwszym stałym komisarzem na wyspie został Christian Johannsen – od 14 maja 1889 roku. Wówczas przekazane jemu zostały kolejne 26 sztuk karabinów i kilka sztuk pistoletów.

Niemieckie kolonie na Pacyfiku

Ustanowienie kolonii umocniło pozycję Cesarstwa Niemieckiego w regionie, w którym znajdowało się kilka niemieckich posiadłości. Stacja radiowa zbudowana na wyspie stała się strategicznym ogniwem w sieci niemieckiej infrastruktury i zaplecza wojskowego (tzw. Ettapendienst). W 1906 roku Nauru zostało włączone w skład Niemieckiej Nowej Gwinei.
Mimo dominacji Niemców na wyspie, Nauru emitowało własne znaczki pocztowe. Pierwszy urząd pocztowy na wyspie otwarto 14 lipca 1908.
Niemcy kontrolowały Nauru do 6 listopada 1914, kiedy to wyspa została zajęta przez Australię.

## Wpływy kulturowe

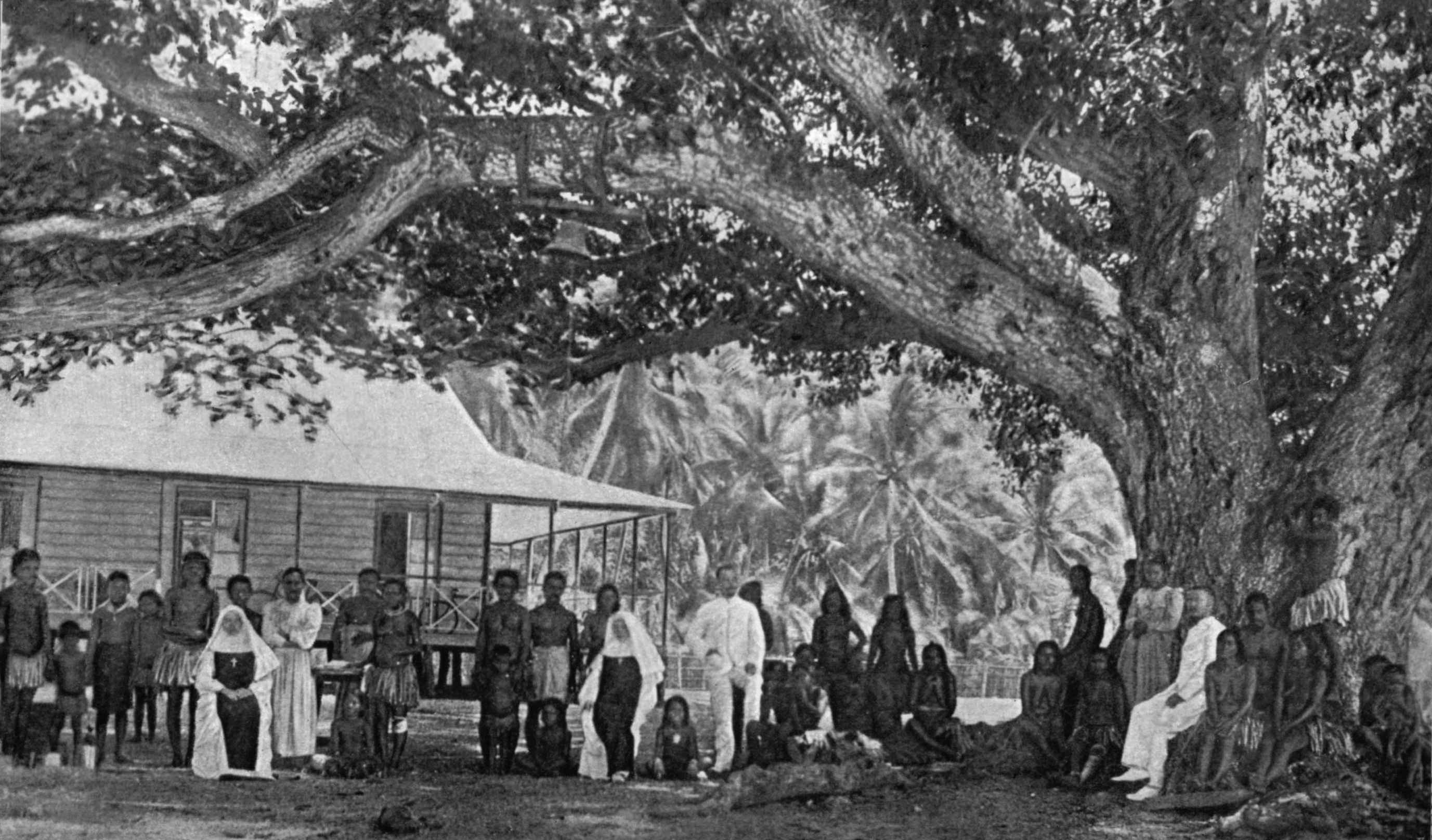
Misja chrześcijańska (1914)

W latach niemieckiej dominacji i administracji kolonialnej na Nauru przeniknęło wiele zwyczajów niemieckiej kultury i edukacji. Rozpoczęło działalność Pacific Phosphate Company. Ważną rolę w upowszechnieniu obyczajów europejskich na wyspie odegrała także misja chrześcijańska.
Pierwszą misją religijną na wyspie była „Mission Liebenzeller”. Jej misjonarze byli protestantami. Pierwszym misjonarzem był obywatel Wysp Gilberta, o imieniu Tabuia, który przybył do Nauru w 1888 roku. Następnym z misjonarzy, który osiedlił się na Nauru z rodziną, był Philip Delaporte, mający niemieckie i amerykańskie korzenie; na wyspie przebywał od 1899, wrócił do USA w 1917 roku. Jako pierwszy podjął się tłumaczenia Biblii na język nauruański. Opracował również słownik nauruańsko-niemiecki (Taschenworterbuch Deutsch-Nauru), który posiadał 65 stron i liczył 1650 słów. Założył on również cztery szkoły na Nauru, by uczyć dzieci pisać i czytać. Język niemiecki był wówczas językiem wykładowym. Został wyparty przez język angielski w latach 20., po przejęciu władzy na wyspie przez Australię, Nową Zelandię i Wielką Brytanię.
W 1902 roku na wyspę przybył katolicki misjonarz Alois Kayser, który chciał zbudować na niej kościół katolicki. W 1936 roku opublikował podręcznik gramatyki języka nauruańskiego.
Podczas europejskiej kolonizacji na Nauru zapanowały europejski tryb życia, zwyczaje i tradycje. Rozprzestrzenienie się chrześcijaństwa doprowadziło do zakazu poligamii oraz, co okazało się już trudniejsze do wprowadzenia, tańców tradycyjnych. Obniżyła się konsumpcja kwaśnego, sfermentowanego wina palmowego, jak również alkoholu. Nauruańczycy zapoznawali się stopniowo z produktami takimi jak chleb, cukier, mąka, ryż, które zaczęto w coraz większym stopniu importować na wyspę. Zmieniały się stopniowo obyczaje, dawne podziały klanowe i decyzje często wydawane w trybie ad hoc zostały zastąpione nowymi rozporządzeniami zarządzonymi przez władze niemieckie. Każdy mieszkaniec wyspy zaczął płacić podatek pogłówny w koprze. Wodzowie każdego z klanu zobowiązani byli do zbierania kopry od swoich ludzi; po dostarczeniu kopry do władz wyspy, wodzowie otrzymywali zapłatę jednej trzeciej wartości w markach niemieckich. W 1890 roku odbył się pierwszy spis powszechny ludności na Nauru – wyspę zamieszkiwało 1294 Nauruańczyków i 24 przybyszy z Wysp Gilberta. Liczba mężczyzn różniła się znacznie od liczby kobiet – mężczyzn było 574, kobiet 720, co uzasadniono echem spowodowanym wojną plemienną.

## Działalność gospodarcza
W pierwszych latach niemieckiego protektoratu zarządzanie wyspą znajdowało się w rękach Jaluit Gesellschaft, niemieckiej spółki, która w zamian za przywileje handlowe finansowała kolonizację wysp w Oceanii. Ta sama firma miała prawo do eksploatacji zasobów mineralnych na wyspie (nie odkryto wtedy jeszcze złóż fosforytów).
Pod koniec XIX wieku głównymi produktami rolnymi eksportowanymi na inne wyspy Pacyfiku były bielma, orzechy i kokosy, które uprawiano na plantacjach.
W celu wzmocnienia swojego panowania na wyspie Niemcy wybudowali szpital, zakład odsalania wody morskiej, wytwarzania energii, a język niemiecki stopniowo stawał się głównym językiem porozumiewania się.

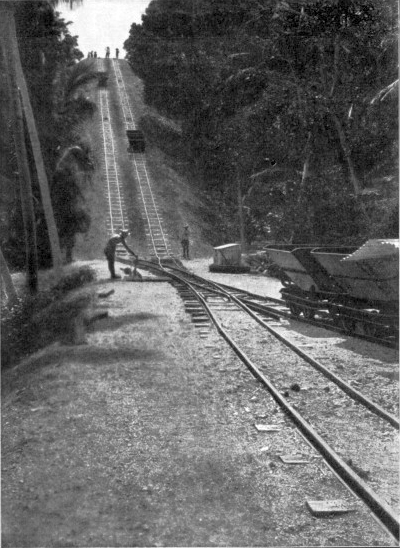
Transport kolejowy fosforytów (1908)

W 1899 roku nowozelandzki geolog Albert Fuller Ellis, pracownik brytyjskiej firmy Pacific Islands Company, odkrył na Nauru bogate złoża fosforytów. Pracując w biurze tej firmy w Sydney w 1899 r., Ellis odkrył, że skała przywieziona z Nauru, służąca przez 20 lat jako próg w oddziale firmy, była wypełniona w około 80% fosforytem. Następnie pojechał na Nauru i po otrzymaniu pozwolenia od niemieckiego administratora na testy skał położonych w różnych częściach wyspy, stwierdził, że niemal cała wyspa jest bogata w ten minerał. W 1906 roku australijska firma Pacific Phosphate Company podpisała umowę z Niemcami, na mocy której otrzymała prawo eksploatacji ich złóż przez 99 lat. Pierwszy transport miał miejsce w 1907 roku, zaś sama firma stała się głównym pracodawcą na wyspie.

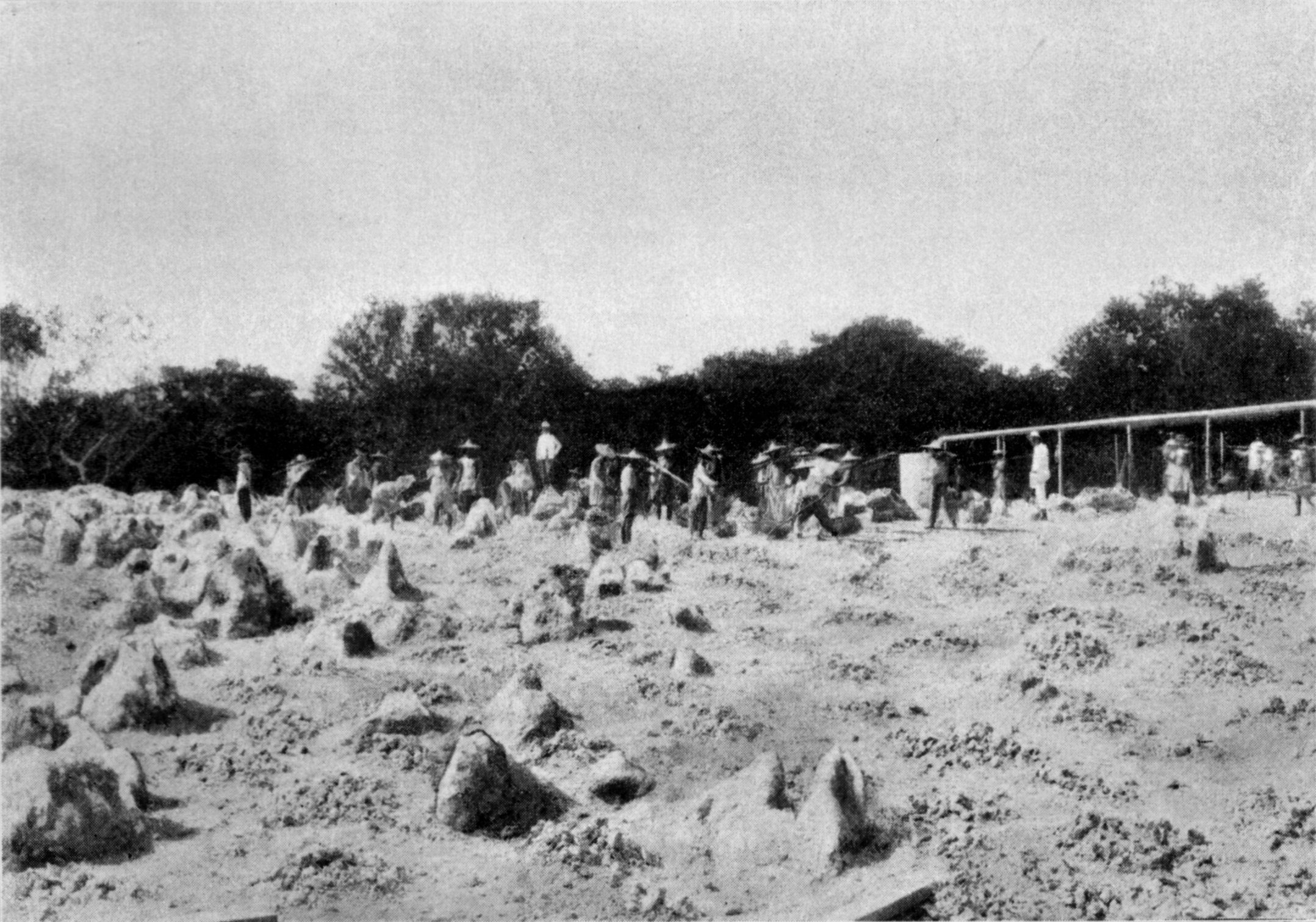
Chińczycy pracujący przy wydobyciu fosforytów (1908)

Do pracy przy kopalni sprowadzono pracowników z Wysp Gilberta, jak również z Chin i Caroline (atolu należącego do Kiribati), gdyż Nauruańczycy nie byli zainteresowani pracą w kopalni. Wydobycie stopniowo zwiększano, do 1913 roku z wyspy wywieziono 138 725 ton fosforytów. Firma Pacific Phosphate Company była zdominowana przez Niemców – prezes zarządu oraz 22 na 63 pracowników było narodowości niemieckiej. Imigranci stanowili około 43% ludności Nauru. Na początku I wojny światowej wyspę zamieszkiwało 1400 Nauruańczyków, 30 Niemców, 70 Brytyjczyków i około 1000 Chińczyków oraz imigrantów z Kiribati (Caroline). Na wyspę sprowadzano również ludzi z wyspy Pingelap, należącej do Pohnpei, którzy pracowali przy eksporcie kopry, w latach od około 1913 – do lat 30. XX wieku. W 1913 były to 72 osoby.

## I wojna światowa
Jednym z pierwszych aktów I wojny światowej było wypowiedzenie przez Wielką Brytanię wojny Niemcom, co nastąpiło 4 sierpnia 1914. Początkowo niemiecki gubernator wyspy nie ogłosił mieszkańcom informacji o konflikcie. Jednakże trzy dni później Nauru przystąpiło do walk, powstał oddział policji. 6 września, na wniosek gubernatora, deportowano 49 imigrantów pochodzących z Wielkiej Brytanii.
Trzy dni później, 9 września, australijski okręt HMAS Melbourne zniszczył na Nauru stację radiową, która była częścią sieci stacji, zapewniających łączność z niemieckimi okrętami i statkami.
6 listopada 1914 roku wyspa została przejęta przez wojska australijskie, zajęcie odbyło się niemal bez rozlewu krwi oraz bez zdecydowanego sprzeciwu mieszkańców. Wyspa była w ich posiadaniu do 17 grudnia 1920. Po wojnie Nauru od Ligi Narodów otrzymała Wielka Brytania, zadecydowano jednak o wspólnym zarządzie wyspy razem z Australią i Nową Zelandią.
Od 1914 do 1921 roku wyspa była częścią British Western Pacific Territories.

## Mandat Ligi Narodów

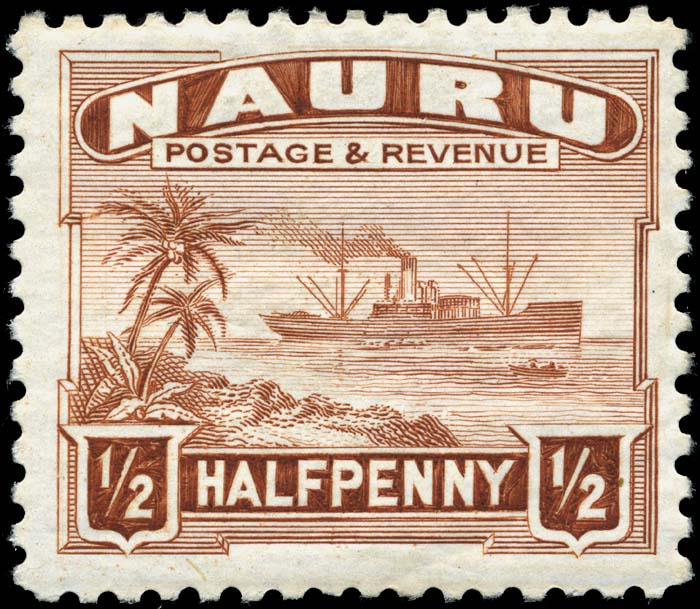
Znaczek pocztowy Nauru (1924)

Po zakończeniu I wojny światowej, zgodnie ze 119. artykułem traktatu wersalskiego, Niemcy ostatecznie utraciły wszelkie prawa do Nauru, które zostało włączone do nowo utworzonej Ligi Narodów, do kategorii C jako terytorium mandatowe.
W 1923 Australia, Wielka Brytania oraz Nowa Zelandia podpisały porozumienie w ramach tej organizacji, wyspa Nauru znalazła się pod ich wspólnym zarządem, ale administrowała nią Australia.
Również te trzy państwa podpisały Umowę ws. Wysp Nauru, na mocy której utworzono zespół znany jako British Phosphate Commission (Brytyjska Komisja ds. Fosforytów), który przejął prawo wydobywania fosforytów.
Jednocześnie szerzył się zachodni styl życia, a wraz z nim – chrześcijaństwo. Upadły natomiast tradycyjne wierzenia mieszkańców wyspy. 26 października 1932 po raz pierwszy obchodzono Angam Day, który później stał się świętem państwowym na Nauru.

## Druga wojna światowa i okupacja japońska

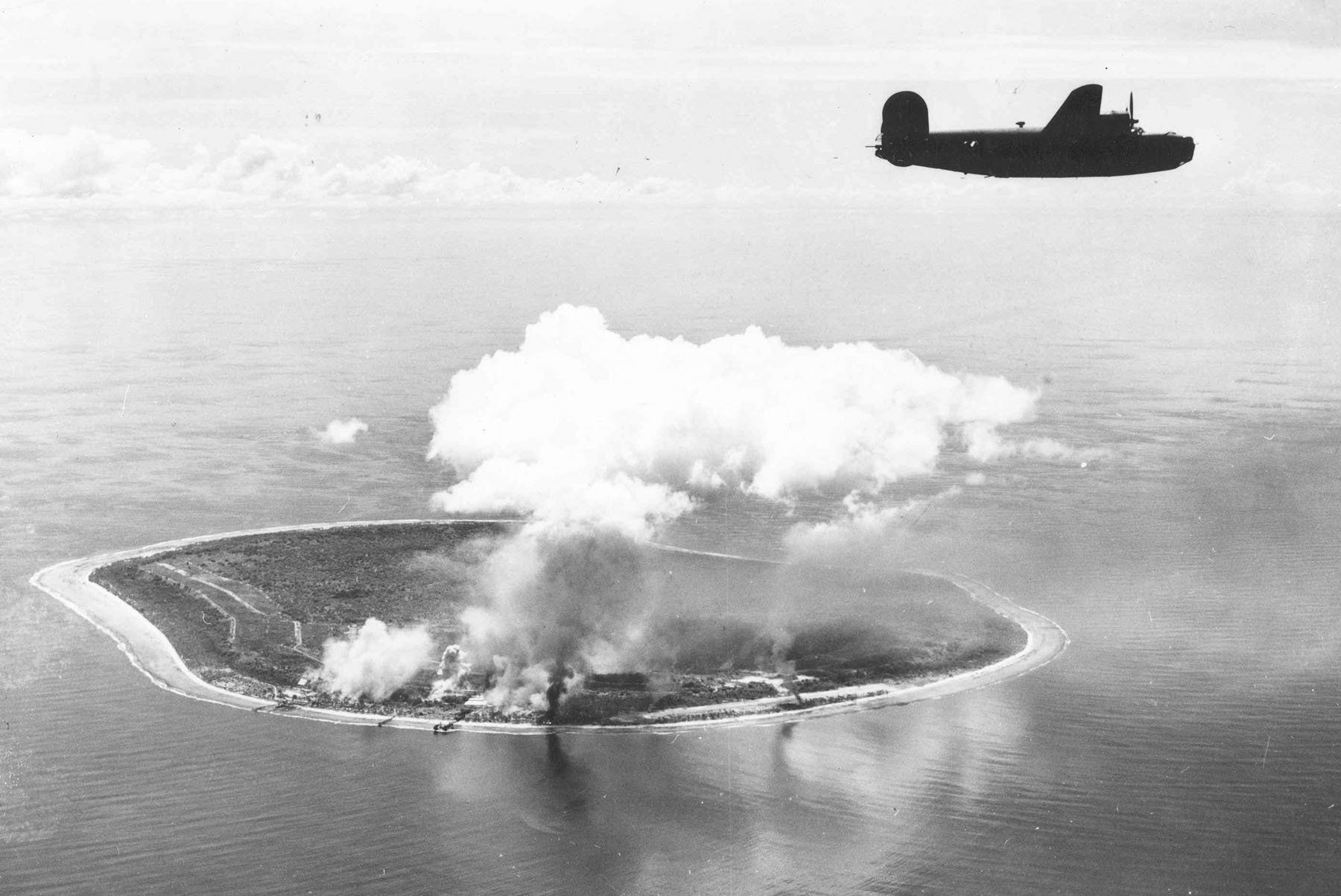
Ostrzelanie wyspy przez Consolidated B-24 Liberatora podczas II wojny światowej

Podczas II wojny światowej Nauru było jednym z niewielu terytoriów, które były atakowane zarówno przez Niemców, jak i Japończyków. Region Pacyfiku naturalną koleją rzeczy leżał w strefie zainteresowań Japonii, na wodach Oceanu Spokojnego prowadziły też jednak działalność niemieckie okręty wojenne.
6 grudnia 1940 został splądrowany przez Niemców i zatonął na północny wschód od Wysp Salomona statek brytyjski „Triona”, płynący na Nauru.
W 1940 roku niemiecki krążownik pomocniczy „Komet” zatopił u wybrzeży Nauru 5 statków handlowych oraz ostrzelał wyspę, dokonując znacznych zniszczeń w jej infrastrukturze; zniszczeniu uległo urządzenie do załadunku fosforytów oraz zbiorniki z paliwem. Firma naprawiła później szkody wywołane atakiem, wznawiając wydobycie fosforytów.

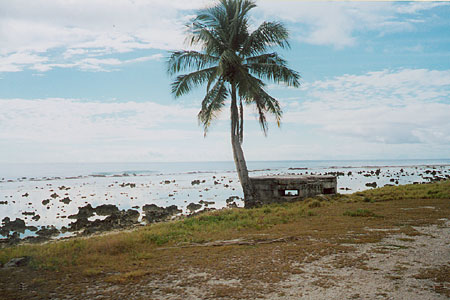
Japoński schron

Kilka dni przed atakiem na Pearl Harbor, Japonia przeprowadziła kilka ataków lotniczych na Nauru. W 1941 roku, po tym jak Japończycy zajęli pobliskie Wyspy Gilberta, British Phosphate Commission (BPC) postanowiła ewakuować swoich pracowników z wyspy. Dla tego celu przeznaczono francuski statek z Nowych Hebrydów. W sumie ewakuowano 61 Europejczyków, 391 Chińczyków i 49 członków brytyjskiego garnizonu. 191 pracowników pozostało jednak na wyspie.

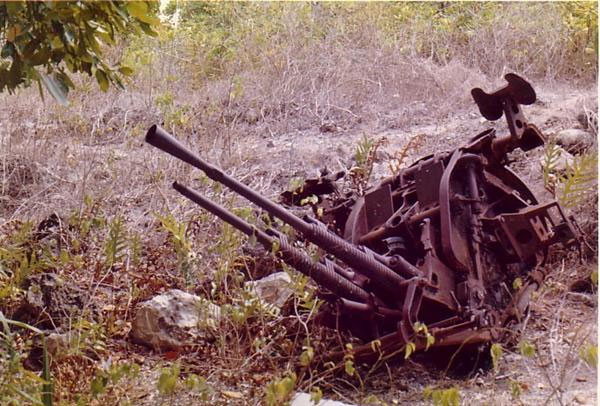
Pozostałość po japońskiej okupacji wyspy

26 sierpnia 1942 na Nauru wylądowało 300 japońskich żołnierzy, którzy zastąpili Europejczyków. Nauruańczycy (wówczas było ich 1850) mogli jednak swobodnie przemieszczać się na terenie wyspy. Zorganizowano również obronę wyspy, umieszczając na jej brzegach działa o kalibrze 152 mm. Ponadto wprowadzono reglamentację dóbr, która trwała do końca wojny.
Jednym z najważniejszych wydarzeń okresu okupacji japońskiej na wyspie była budowa pasa startowego, który teraz należy do międzynarodowego portu lotniczego Nauru. W jego budowę zaangażowano między innymi 1500 Chińczyków i Koreańczyków. Budowa została zakończona w styczniu 1943 roku.
Nauru stało się jednym z bastionów japońskiej armii w centralnej części Oceanu Spokojnego.
W 1942 roku na Pacyfiku rozpoczęła się ofensywa wojsk Stanów Zjednoczonych Ameryki. 25 marca 1943 roku doszło do pierwszego bombardowania Nauru przez Amerykanów. W rezultacie zostało zniszczonych 15 japońskich samolotów stacjonujących na lotnisku oraz inny sprzęt lotniczy.

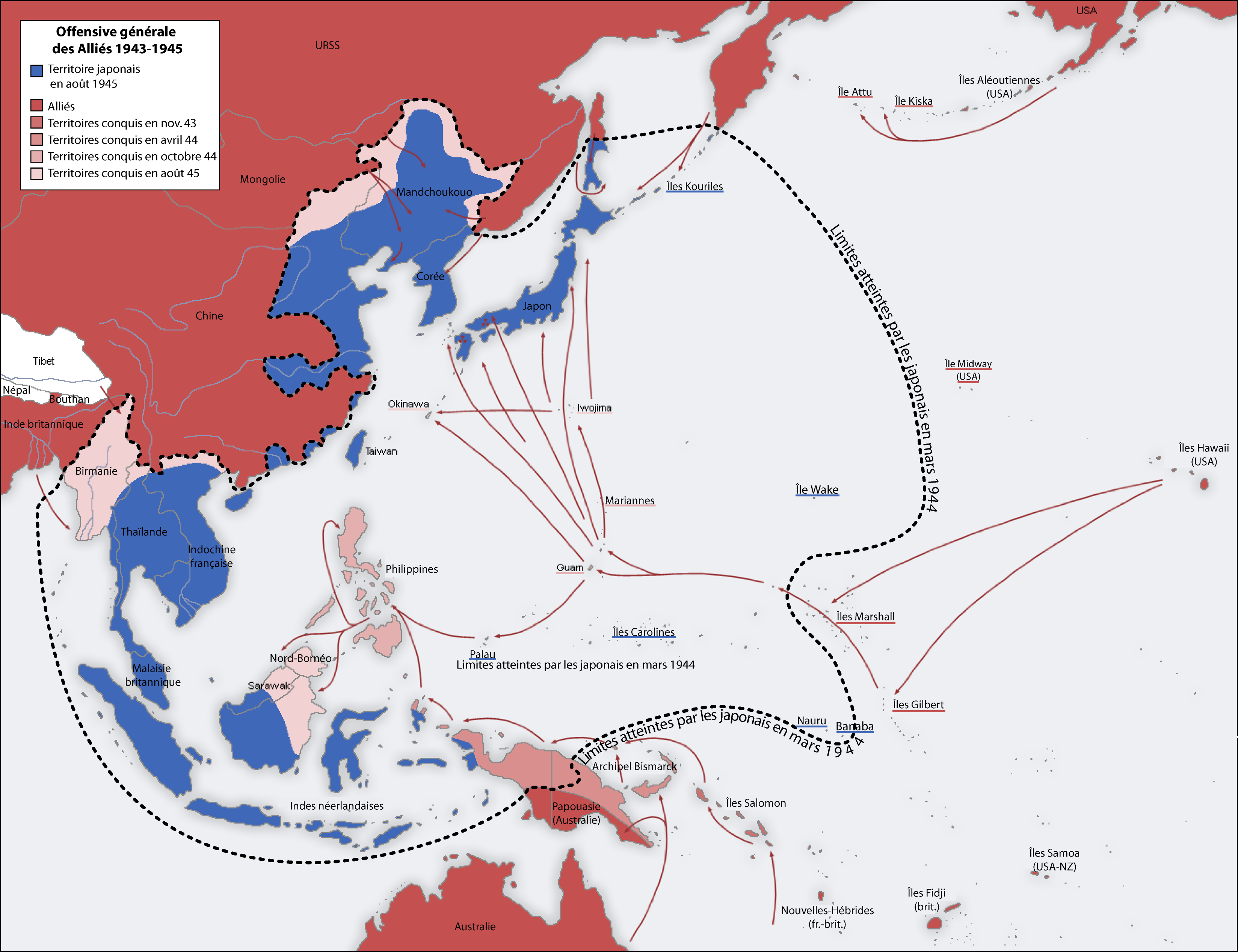
Taktyka japońska na Pacyfiku

W 1943 roku na polecenie Japończyków przymusowo przesiedlono 1200 Nauruańczyków na wyspy Chuuk, położone 1600 kilometrów na północny zachód od Nauru. Działania te były spowodowane niedoborem żywności na wyspie. 463 z nich zginęło. Zdarzały się też przypadki kanibalizmu.
13 września 1945 roku, kiedy do wyspy podpłynęła australijska fregata HMAS „Diamantina”, japoński garnizon skapitulował. Do swoich krajów powróciło 3745 Koreańczyków i Japończyków, niektórzy z nich zostali oskarżeni o popełnienie zbrodni przeciwko Europejczykom i Nauruańczykom w czasie II wojny światowej.
Po zakończeniu międzynarodowego konfliktu British Phosphate Commission udało się wynegocjować repatriację Nauruańczyków przesiedlonych wcześniej na wyspy Truk, spośród których przeżyły 737 osoby. Zostali oni przetransportowani statkiem BPC „Trienza” 31 stycznia 1946 roku. Ludność wyspy zmniejszyła się z 1848 osób w 1940 roku do 1369 osób w 1946 roku.
Firma zajmująca się wydobyciem fosforytów na Nauru wybudowała muzeum z pamiątkami z okresu japońskiej okupacji wyspy.

## Mandat ONZ

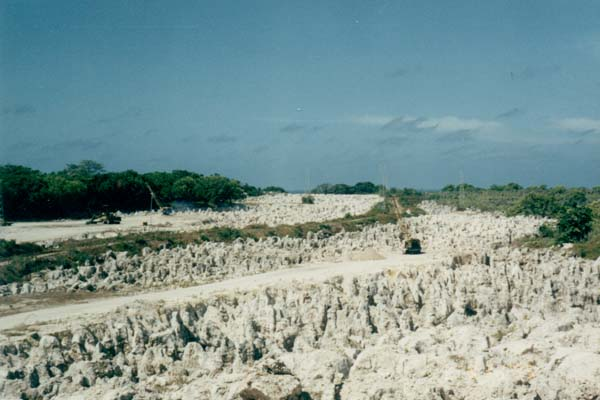
Złoża fosforytów w pobliżu Buada Lagoon

Po zakończeniu II wojny światowej, 1 listopada 1947 roku Nauru otrzymało status terytorium powierniczego ONZ pod zarządem australijskim. Wznowiono również wydobycie fosforytów.
W 1948 roku British Phosphate Commission wywiozła z wyspy fosforyty o wartości 745 000 dolarów australijskich, na wyspie w formie wynagrodzeń pozostawało z tego jednak tylko 2%. Doprowadziło to do powstania robotników w 1948 roku, które zostało niemal natychmiast stłumione przez wojska australijskie. 4 pracowników zostało zabitych, 11 rannych.

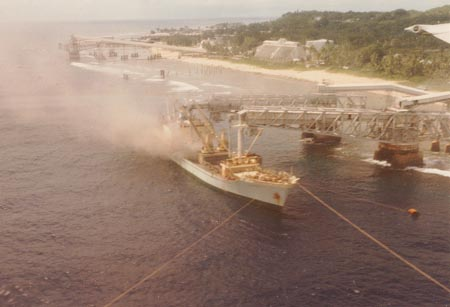
Załadowanie fosforytów na statek (1975)

Od 1950 do 1953 roku BPC i rząd Australii, obawiając się większego napływu chińskich pracowników i podejrzewając ich o szerzenie komunistycznych haseł, zwiększał zdolności obronne wyspy. Zreorganizowano i dozbrojono również miejscową policję. W 1953 roku odbyły się rewizje w domach chińskich pracowników. W końcu, w trakcie dochodzenia, rząd australijski uznał, że Chińczycy na Nauru nie stanowią zagrożenia dla systemu demokratycznego.
W grudniu 1951 roku na Nauru wybrano 9-osobową Lokalną Radę Samorządową na czele z Timothy’m Detudamo, byłym repatriantem z wysp Chuuk. Głównym celem tego organu było zapewnienie mieszkańcom prawa uczestnictwa w życiu wyspy. Jednak rzeczywistą kontrolę nad wyspą nadal posiadała Australia, ponieważ organ ten nie był bytem politycznym, który miałby zadecydować o przyszłości Nauru. Doprowadziło to w latach sześćdziesiątych do zwiększenia motywacji dla utworzenia własnego państwa, oraz zwiększenia opłat licencyjnych na wywóz fosforytów na 1 osobę, a nie według cen na światowym rynku. Mimo prawie 65 milionów dolarów amerykańskich otrzymanych z eksportu fosforytów, Nauruańczykom wypłacono jedynie 2,5 miliona.

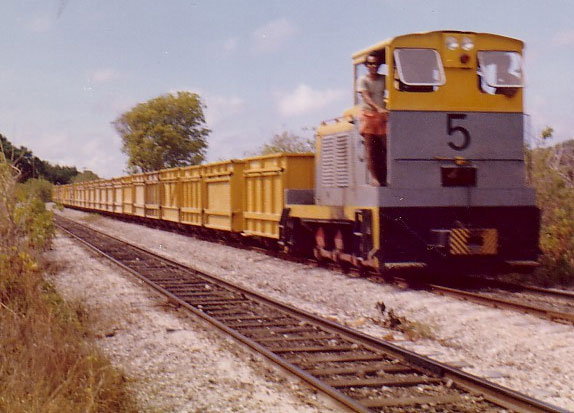
Pociąg przewożący fosforyty do portu (1975)

Podobnie jak poprzednio, w latach sześćdziesiątych nadal wydobywano fosforyty. Widok wyspy coraz bardziej zaczął przypominać tzw. krajobraz księżycowy. W związku z tym rząd australijski planował przesiedlenie Nauruańczyków na Wielką Wyspę Piaszczystą, planów tych jednak nie zrealizowano z przyczyn politycznych (Nauruańczycy chcieli niezależności od Australii).

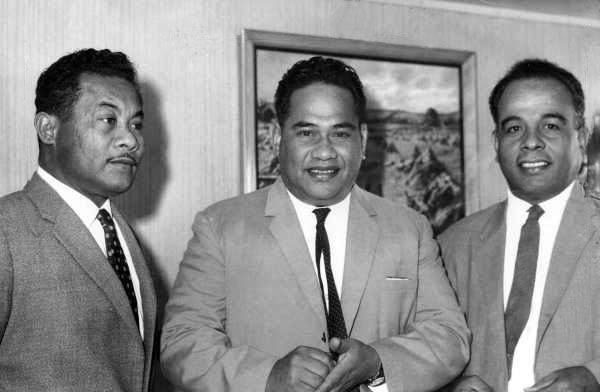
Pierwszy prezydent Nauru – Hammer DeRoburt (w środku)

W styczniu 1966 roku na Nauru powołano Radę Legislacyjną. W styczniu 1968 roku obradowała konstytuanta, wybrana w wyborach w grudniu 1967 roku.
W 1967 roku Nauruańczycy zakupili aktywa BPC i w 1970 roku kontrola nad wydobyciem fosforytów przeszła w ręce lokalnej Nauruańskiej Korporacji Fosforytowej. Niepodległość ogłoszono 31 stycznia 1968 roku.
Od czasu ogłoszenia niepodległości znacznie wzrósł PKB per capita Nauru, osiągając poziom 50 tysięcy dolarów amerykańskich. Nauru stało się drugim, zaraz po Arabii Saudyjskiej, najbogatszym krajem na świecie. Związane to było z kilkoma czynnikami – w 1966 roku wstrzymano produkcję fosforytów na wyspie Makatea, zaś w 1979 roku na wyspie Banaba wyczerpał się ów surowiec, powodując, że Nauru stało się jedynym eksporterem fosforytów na terenie Oceanu Spokojnego. Nastąpił gwałtowny wzrost cen surowca, które swoje apogeum osiągnęły w 1975 roku (tona fosforytów kosztowała wówczas 68 dolarów amerykańskich).
W latach siedemdziesiątych na wyspie znacznie poprawiła się infrastruktura: wybudowano centrum administracyjne i kongresowe (które zorganizowało szereg międzynarodowych konferencji), Menen Hotel, stację łączności satelitarnej (dzięki której każdy mieszkaniec mógł korzystać z telefonu); został również poszerzony terminal pasażerski, pas startowy międzynarodowego lotniska, a także naprawiono drogi znajdujące się na obrzeżach wyspy.

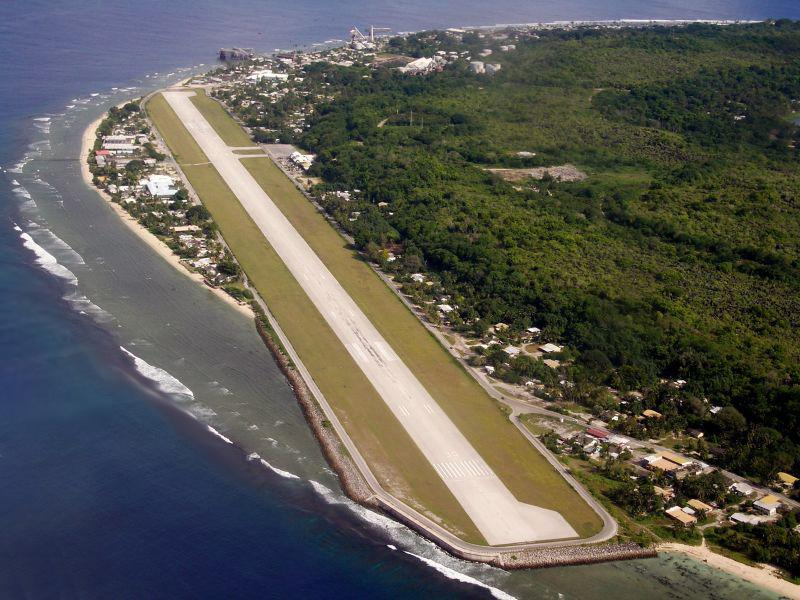
Pas startowy lotniska

W 1970 roku utworzono własne linie lotnicze pod nazwą Air Nauru (obecnie Nauru Airlines). Nauruańczycy przyjęli zachodni, konsumpcyjny styl życia. Pojawiły się samochody, telewizory i inny sprzęt gospodarstwa domowego, powstał również pierwszy supermarket. W tych latach mieszkańcy zostali całkowicie zwolnieni z podatków.
Kiedy rząd zdał sobie sprawę, że złoża fosforytów prędzej czy później mogą się wyczerpać, postanowiono pójść podobną drogą co Kuwejt, czyli inwestować w nieruchomości w innych krajach. W 1977 wybudowano w Melbourne Nauru House. Państwo inwestowało na Hawajach, Guam, Wyspach Marshalla, Indiach, oraz w miastach i stanach Waszyngton, Houston, Londyn, Oregon. Jednak większość tych inwestycji nie przyniosła oczekiwanych rezultatów, zbyt wysokie były koszty utrzymania poszczególnych budynków.
Na początku 1989 roku na rynkach światowych nastąpił spadek popytu na fosforyty, co z kolei doprowadziło do spadku cen. W rezultacie dochód Nauru stawał się coraz niższy.

## Sfera polityczna
W okresie zimnej wojny Nauru było państwem neutralnym i nie opowiadało się za żadną ze stron. W 1968 przystąpiło do Wspólnoty Narodów. W 1982 wyspę odwiedziła królowa Wielkiej Brytanii, Elżbieta II, natomiast kilka lat później, 30 grudnia 1987 roku nawiązano stosunki dyplomatyczne ze Związkiem Socjalistycznych Republik Radzieckich.
W 1989 roku Nauru pozwało Australię do Międzynarodowego Trybunału Sprawiedliwości za szkody poczynione w okresie australijskiego zarządu wyspy, w szczególności za nieudolność w zapobieżeniu szkodom w środowisku przez wydobycie fosforytów. Sprawa doprowadziła do ugody, zawartej 20 sierpnia 1993 roku, która nakazywała Australii zapłacenie Nauru rekompensaty w postaci 107 milionów dolarów australijskich. Malejące zasoby fosforytów doprowadziły do upadku gospodarczego, co z kolei pociągnęło za sobą polityczną niestabilność od połowy lat 80.
W 1990 roku ekologia stała się priorytetem dla administracji wyspy. Poza tym dyskutowano o ochronie środowiska, a na XXIV szczycie Forum Wysp Pacyfiku, który odbył się na Nauru w 1993 roku, wyrażono sprzeciw wobec prób jądrowych w regionie. W 1991 roku zaakceptowano tajwańską pomoc w rewitalizacji rybołówstwa na Nauru.

## Kryzys gospodarczy
Na początku 1990 roku Republika stanęła w obliczu poważnego kryzysu gospodarczego, wywołanego przez zbyt duże uzależnienie od wydobycia fosforytów oraz złe zarządzanie inwestycjami w nieruchomości za granicą.
W rezultacie na wyspie nastąpił wzrost kosztów produkcji w związku ze stopniowym wyczerpywaniem się złóż fosforytów. Znaczącą rolę w kryzysie odegrał deficyt bilansu handlowego ze względu na wzrost cen importowanych towarów spowodowanym przez silny dolar amerykański. Inwestycje w nieruchomości nie okazały się opłacalne. Pojawiły się pogłoski, jakoby jednym z czynników kryzysu gospodarczego Nauru mogła okazać się korupcja oraz złe zarządzanie. Niepokój spowodował częste zmiany rządu i prezydentów, w latach 1995–2007 rządziło ich ośmiu, w ciągu krótkich kadencji.
Aby wyjść z kryzysu, rząd Nauru podjął szereg drastycznych środków. Jednym z nich była redukcja wydatków rządowych poprzez sprzedaż samolotów należących do krajowych linii lotniczych. Nie rozwiązało to jednak problemu deficytu finansowego, który w 2000 roku wyniósł 5,8 miliona dolarów amerykańskich, czyli 18% PKB Nauru.
W związku z problemami finansowymi i gospodarczymi rząd przyjął strategię, zgodnie z którą na wyspie miała zostać rozwijana turystyka i rybołówstwo. W latach dziewięćdziesiątych XX wieku Nauru stało się rajem podatkowym i oferowało za opłatą paszporty cudzoziemcom. Centralny Bank Rosji sądzi, że mafia rosyjska ulokowała wówczas w około 400 nauruańskich bankach offshore 70 miliardów dolarów amerykańskich.
Grupa Specjalna ds. Przeciwdziałania Praniu Pieniędzy (ang. Financial Action Task Force) zaliczyła wówczas Nauru do grupy piętnastu krajów, które niedostatecznie przeciwdziałają praniu brudnych pieniędzy. Pod presją FATF w 2003 Nauru wdrożyło program w zakresie przeciwdziałania unikaniu opodatkowania. Pod nadzorem tej organizacji republika stopniowo ograniczała ten proceder i w końcu została skreślona z wyżej wymienionej listy. Wydarzenia te spowodowały obawy wśród społeczności międzynarodowej.
Malejące zasoby fosforytów doprowadziły do upadku gospodarczego, co z kolei od połowy lat 80. pociągnęło za sobą niestabilność w sferze polityki. Między rokiem 1989 a 2003 na Nauru miało miejsce siedemnaście zmian rządu, a w okresie od 1999 do 2003 szereg wyborów oraz wotum nieufności spowodowały, że dwóch polityków, René Harris oraz Bernard Dowiyogo, rządziło na przemian krajem. Dowiyogo zmarł w marcu 2003 roku, po czym na prezydenta, po tymczasowym okresie urzędowania Deroga Gioury, został wybrany Ludwig Scotty.
Wdrożenie australijskiego programu pod nazwą Pacific Solution, uruchomionego w 2001 roku, doprowadziło do szeregu skandali międzynarodowych. Program ten obejmował utworzenie na terytorium kilku państw wyspiarskich, łącznie z Nauru, ośrodków dla uchodźców. Wprowadzenie tego programu było skutkiem zwiększonej imigracji ludności z Afganistanu i Iraku do Australii. Program Pacific Solution wywołał powszechne niezadowolenie wśród organizacji praw człowieka, które oskarżyły rząd australijski o naruszanie praw człowieka i Konwencji Genewskiej dotyczącej statusu uchodźców. W rezultacie Australia zrezygnowała z działalności programu w 2005 roku.
Od końca 2003 roku poziom życia na Nauru ma tendencję spadkową. Rząd zaczął sprzedaż nieużywanych urządzeń do wydobycia fosforytów, sprzedano również Nauru House, a miejscowa firma telekomunikacyjna wstrzymała działalność. Wyspa zaczęła otrzymywać zwiększone wsparcie finansowe z Australii.
W 2004 roku na prezydenta republiki wybrano Ludwiga Scotty’ego, który ogłosił zmiany w polityce gospodarczej kraju. Zawieszono wówczas wydobycie i eksport fosforytów.

## Reformy i odbudowa gospodarcza
W sierpniu 2004 roku Australian Centre for Independent Studies opublikowała raport, w którym przeanalizowano różne możliwe scenariusze rozwoju Nauru. Jednym z nich była całkowita utrata niepodległości oraz ustanowienie wyspy terytorium zależnym od Australii. W raporcie napisano również, że potrzebna jest reorganizacja struktury Parlamentu Nauru. Członkowie Forum Wysp Pacyfiku wyrazili gotowość do udzielenia pomocy finansowej dla Republiki Nauru.

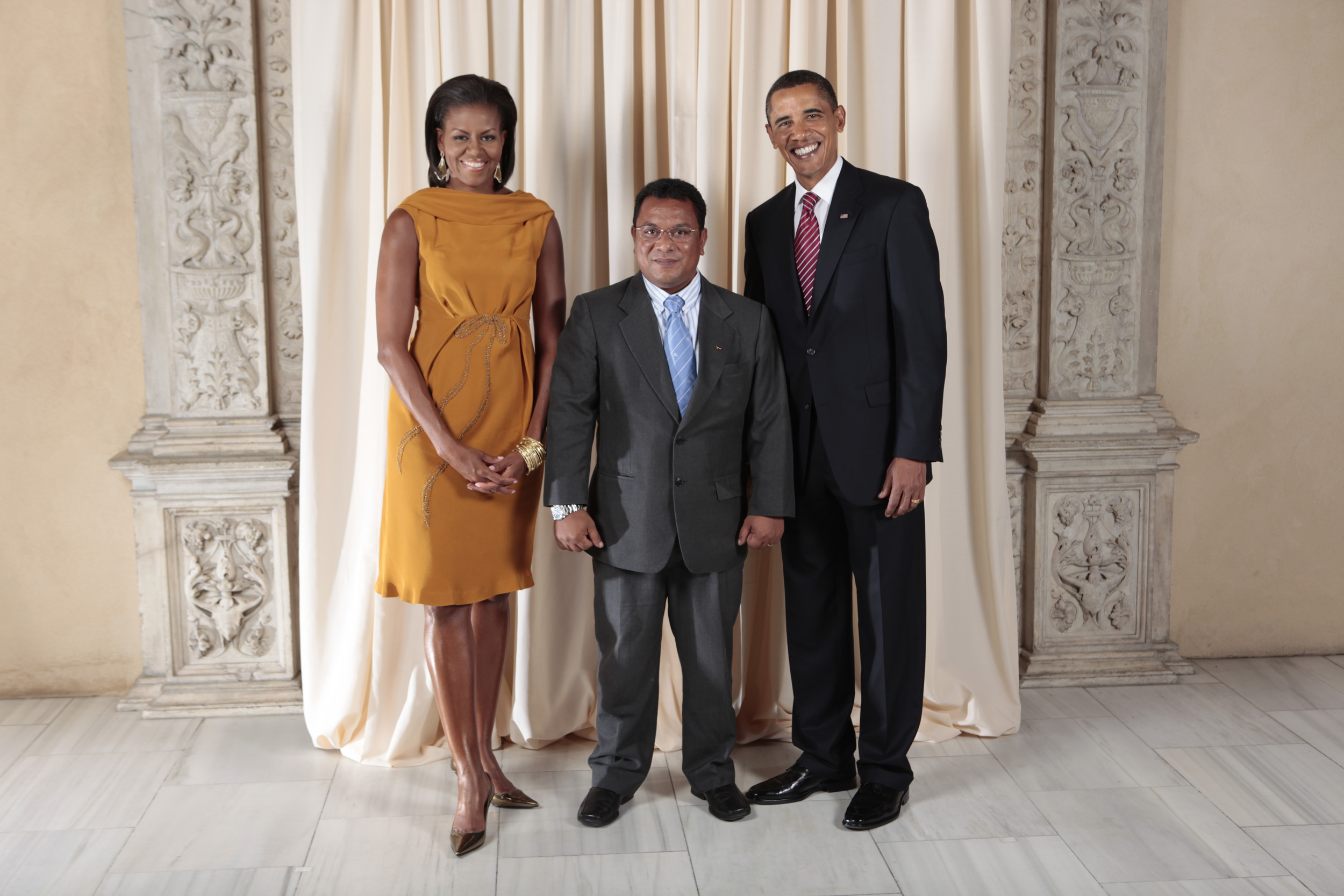
Były prezydent, Marcus Stephen wraz z Barackiem Obamą oraz jego małżonką

We wrześniu 2004 roku, na wniosek nauruańskiego przedstawiciela Organizacji Narodów Zjednoczonych, Vinciego Clodumara, badano złoża fosforytów. Wyniki wykazały, iż w niektórych miejscach złóż jest znacznie więcej niż wcześniej sądzono.
1 października 2004 roku Ludwig Scotty ogłosił na wyspie stan wyjątkowy i rozwiązał parlament, który nie był w stanie przyjąć budżetu na następny rok. 23 października Scotty rozpisał nowe wybory prezydenckie, które następnie wygrał. W grudniu 2004 roku wysłano 10 tysięcy ton fosforytów do Korei Południowej. Była to pierwsza wysłana partia fosforytów od kilku miesięcy.
25 sierpnia 2007 roku mieszkańcy wyspy wybrali nowy parlament. Scotty ponownie został prezydentem Nauru, zaś jego zwolennicy otrzymali piętnaście z osiemnastu miejsc w Parlamencie. W listopadzie 2007 roku wybuchł nowy kryzys polityczny, spowodowany oskarżeniami administracji prezydenta o korupcję. W rezultacie, 19 grudnia 2007, po wotum nieufności dla Scotty’ego, nowym szefem państwa został wybrany Marcus Stephen.
27 lutego 2010 roku odbyło się referendum, w którym mieszkańcy mieli zadecydować, czy poprzeć zmianę konstytucji. Jedną z głównych modyfikacji była możliwość bezpośredniego wyboru prezydenta przez obywateli. Obywatele zdecydowanie opowiedzieli się przeciw zmianie konstytucji. Spośród 4400 głosujących, prawie 3000 zagłosowało przeciw (ok. 68%). Frekwencja wyborcza wyniosła 78%.

## Kalendarium
1. 8 listopada 1798 – odkrycie wyspy przez Johna Fearna i nazwanie jej Wyspą Przyjemną (ang. Pleasant Island)[18].
2. 1878 – 1888 – wojna domowa pomiędzy dwunastoma plemionami[18].
3. 21 października 1887 – niemiecki protektorat Nauru[18].
4. 14 kwietnia 1888 – włączenie wyspy przez Niemców do archipelagu Wysp Marshalla[18].
5. 1 kwietnia 1906 – włączenie wyspy przez Niemców do archipelagu Nowej Gwinei Niemieckiej[18].
6. 4 sierpnia 1914 – usunięcie niemieckich urzędników oraz stacji radiowej przez australijską marynarkę wojenną, a następnie deportacja[18].
7. wrzesień 1914 – czerwiec 1921 – część Brytyjskich Terytoriów Zachodnich Pacyfiku (ang. British Western Pacific Territories)[18].
8. 17 grudnia 1920 – terytorium mandatowe Ligi Narodów Kategorii C pod administracją australijską[18].
9. 26 sierpnia 1942 – 13 września 1945 – okupacja wyspy przez Japonię[18].
10. 1 listopada 1947 – terytorium powiernicze Organizacji Narodów Zjednoczonych, pod administracją australijską[18].
11. 31 stycznia 1968 – deklaracja niepodległości[18].